# Mărgărita Miller-Verghy
Pour les articles homonymes, voir Miller.
Mărgărita Miller-Verghy, née le 1er janvier 1865 et décédée le 31 décembre 1953, est une romancière roumaine, également journaliste, critique et traductrice. Elle accueillit un salon littéraire de tendance germanophile durant les débuts de la Première Guerre mondiale et organisa plus tard avec Adela Xenopol des événements culturels féministes. Ses contributions les plus importantes à la littérature roumaine comprennent des traductions de littérature anglaise, une histoire de la littérature féminine en Roumanie et un roman policier. Beaucoup de ses autres œuvres ont été qualifiées de médiocres ou didactiques.
Bien qu'un accident l'ait rendue aveugle, Mărgărita Miller-Verghy est restée active à la fois en tant qu'écrivain et militante féministe dans les années 1920 et 1930. Elle participa à des œuvres de charité, fonda certaines des premières associations féminines de Roumanie et fut une pionnière dans le domaine du scoutisme en Roumanie. Dans les années 1940, elle s'est également fait connaître dans le domaine du théâtre radiophonique.
Mărgărita Miller-Verghy fut également remarquée pour ses relations étroites avec des figures culturelles de son époque, comme les écrivains Barbu Delavrancea, Mateiu Caragiale, Lucia Demetrius et la musicienne Cella Delavrancea.

## Biographie

### Enfance
Née à Iași, Mărgărita Miller-Verghy était en partie d'ascendance polonaise. Sa mère, Elena Verghy, appartenait à la classe des boyards de Moldavie; son père, époux d'Elena en secondes noces, était un descendant des contes Milewski, connu sous le nom de Gheorghe Miller. En parallèle à sa carrière d'enseignant, Gheorghe Miller s'était engagé en politique et occupait un siège au Sénat. La famille était liée à celle des écrivains Păstorel et Ionel Teodoreanu, et Mărgărita appartenait également à la famille Ghica en tant que tante du socialite Grigore Ghica.
Gheorghe Miller décéda soudainement en 1869. Sa veuve emmena ses filles en Suisse, où la jeune Mărgărita, à qui on avait diagnostiqué à tort la maladie de Pott, était censée recevoir un traitement particulier. Elles passèrent environ sept ans à l'étranger, pendant lesquelles Mărgărita, enfant douée mais de santé fragile, acquit une culture classique et apprit à parler six langues.
La famille s'installa à Bucarest dans les années 1870, ayant alors dépensé la majeure partie de l'héritage. Elena Verghy dirigea une école de filles, qui se distingua en étant une des premières à présenter des jeunes filles à l'examen du baccalauréat (1874), en employant en tant qu'enseignants des célébrités littéraires roumaines. Mărgărita fut élève à l'école de sa mère, mais passa son baccalauréat à l'école Elena Doamna en 1877.
À cette époque, la sœur aînée de Mărgărita, Elena, se maria avec le magistrat Alexandru Lupașcu. Les trois sœurs Verghy avait de fait adopté Barbu Delavrancea, un écrivain débutant d'origines modestes, qui devint plus tard une célébrité au sein des cercles néo-romantiques. Adolescente, Mărgărita Miller-Verghy était très proche de Barbu Delavrancea, avec lequel elle correspondit. Il la courtisa un temps, mais se maria finalement avec Maria, la fille d'Alexandru et Elena Lupașcu en février 1887.
Toutes trois fréquentèrent l'élite littéraire, en compagnie de V. A. Urechia, August Treboniu Laurian et, dit-on, Edmond de Goncourt. Dans les années 1880, Mărgărita connut également Mihai Eminescu, qui devint ultérieurement le poète national roumain. Elle commença sa propre carrière littéraire en 1883, lorsqu'une de ses nouvelles fut publiée quotidiennement par Națiunea sous le pseudonyme Marmill. En 1892, elle tenta de traduire en français quelques œuvres d'Eminescu, et fut potentiellement la première à publier de telles traductions de ses poèmes. Il en résulta un volume, Quelques poésies de Michaïl Eminesco, publié à Genève en 1901. Préfacé par le poète Alexandru Vlahuță, il fut qualifié de remarquable contribution par le magazine Familia.

### Parcours universitaire et carrière d'enseignante à Elena Doamna

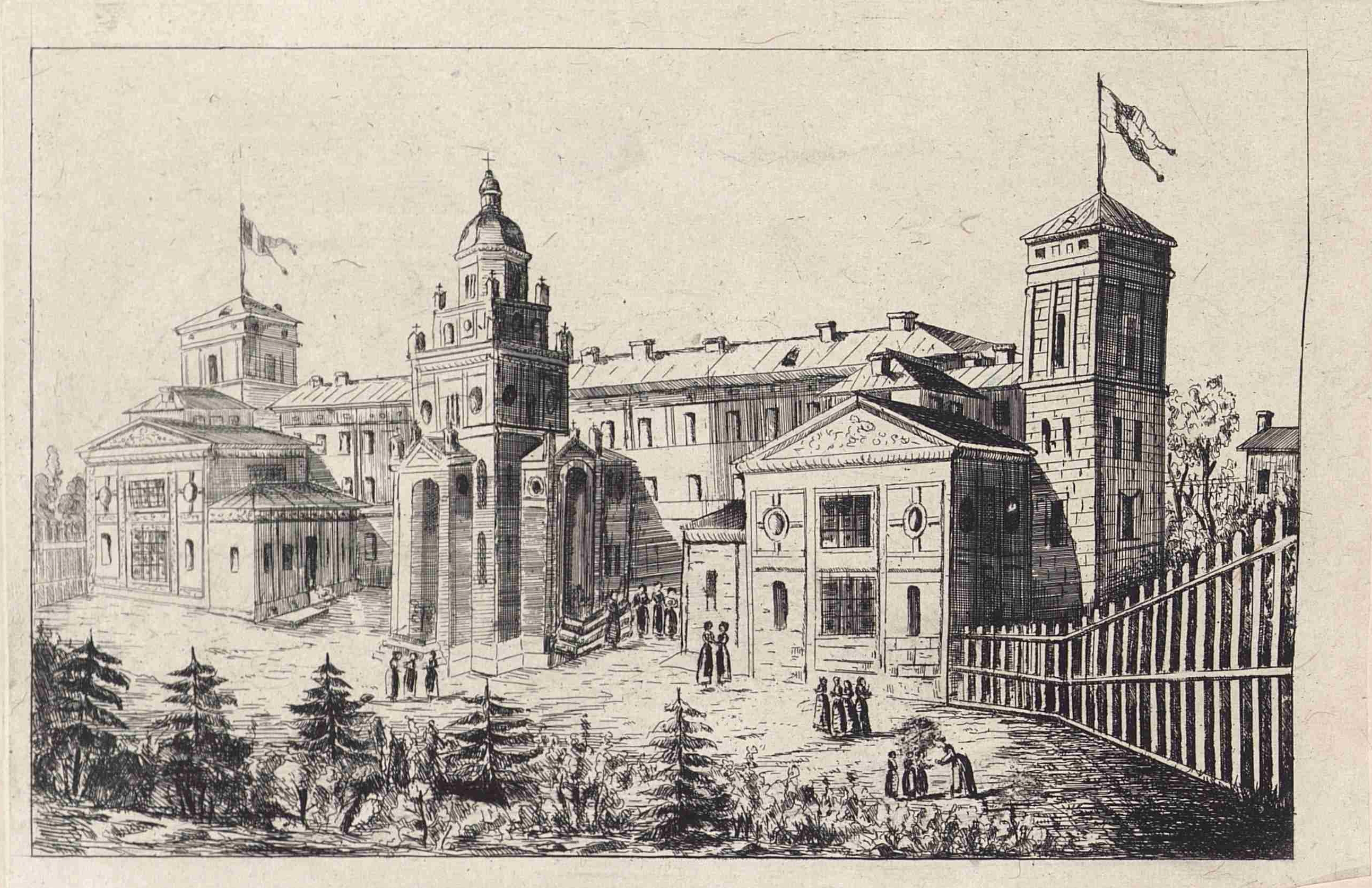
Vue de l'école Elena Doamna, aux alentours de 1882

Mărgărita Miller-Verghy poursuivit ses études à l'Université de Genève, où elle obtint un doctorat en philosophie en 1894–1895,. À son deuxième retour de Suisse, Mărgărita Miller-Verghy devint enseignante dans une école de filles de Bucarest et directrice de l'école Elena Doamna,,. En 1900, elle publia sa propre méthode de langue française, suivie par une traduction en français de La Roumanie pittoresque d'Alexandru Vlahuță. Sous le pseudonyme Ariel, elle tenait une chronique permanente dans le journal bucarestois La Patrie, et signait des articles littéraires dans la revue Sămănătorul, sous le nom Dionis. En outre, Mărgărita Miller-Verghy était vice-présidente du club Maison d'Art, une société philosophique dirigée par la Princesse Elisabeth de Roumanie.
Ayant contribué à l'organisation de la section professionnelle de l'école Elena Doamna, et à l'exposition de ses travaux à l'Athénée roumain (1907), elle publia en 1908 une brochure sur les arts et techniques. Elle fit par la suite breveter son propre outil pédagogique, un métier à tisser qu'elle appela le Statu-Palmă.
Mărgărita Miller-Verghy s'intéressait toujours aux traductions d'Eminescu, et travailla avec Adela Xenopol à une pièce contenant certains de ses poèmes en 1909. Suivit une traduction du roi Lear de William Shakespeare, représenté au Théâtre national de Bucarest. Le théâtre national l'engagea également pour traduire Macbeth et Comme il vous plaira, puis Une Tache sur l'écusson de Robert Browning.
En tant que critique d'art et chercheuse en technologies traditionnelles, Miller-Verghy chercha l'origine des motifs et symboles utilisés en tissage, élaborant des hypothèses sur leur origine pré-chrétienne. Elle aborda la svastika, pour elle un symbole à la fois positif et négatif, et spécula sur la création par les Thraces, ancêtres des Roumains, des civilisations troyenne et étrusque, ce qui résulta dans les albums Izvoade strămoșești [Sources anciennes] et Motifs anciens de décorations roumaines tous deux en 1911. La même année, elle représenta la Roumanie lors du premier congrès mondial de pédologie.
Mărgărita Miller-Verghy publia aussi une série de proses courtes signées Marg. M-V., Mama Lola et Ion Pravilă, dont des mémoires, de la littérature pour enfants, appréciées pour leur raffinement et leur sentimentalité. Elle était inspirée par G. Bruno. La critique littéraire Bianca Burța-Cernat désigne sa prose sous le terme de "prose moralisante romancée pour écoles exclusivement féminines",. D'autres l'ont considérée comme l'une des premières représentantes de la littérature moderne en Roumanie,. Ses contemporains accueillirent favorablement ses œuvres pour enfants: en 1912, son livre pour adolescents, Copiii lui Răzvan [Les Enfants de Răzvan], qui obtint le prix Aline Stirbey de l'Académie roumaine.
Durant toute sa vie, Mărgărita Miller-Verghy contribua à divers journaux et magazines, en particulier Viața Românească, Dreptatea, Flacăra et La Roumanie, en langue française. Elle entretenait également beaucoup de relations en tant que membre du comité directeur de plusieurs associations, et fut l'auteur d'autres almanachs,. En 1912, l'almanach de Flacăra titrait sur sa traduction d'Elizabeth Barrett Browning. Avec Izabela Sadoveanu-Evan, Bucura Dumbravă et d'autres femmes de lettres, Miller-Verghy fut aussi parmi les fondatrices de l'association Româncele Cercetașe, qui préfigura le scoutisme roumain (créée en 1915, ancêtre de l'Asociația Ghidelor și Ghizilor din România).

### Première Guerre mondiale et suites

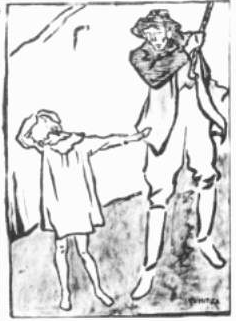
1920 caricature de Nicolae Tonitza, qui critique l'exclusion sociale des orphelins de guerre. L'homme, sur le point de gifler l'enfant, s'exclame: "Orphelin de guerre et mendiant? Et ton rang, abruti!"

En 1914, Mărgărita Miller-Verghy devint l'interprète officielle de la princesse héritière anglophone Marie d'Edimbourg. Cette association littéraire débuta par le conte Visătorul de vise (Rêveur de rêves), sous la direction de Flacăra, suivi de Ilderim, Poveste în umbră și lumină (Ilderim : conte d'ombre et de lumière). Un an plus tard, Mărgărita Miller-Verghy prit également part à la version roumaine de l'histoire de Marie, "Four Seasons from a Man's Life" (Quatre saisons de la vie d'un homme), édition illustrée par le peintre Nicolae Grant. La reine Marie s'intéressa aux autres travaux de Mărgărita Miller-Verghy et s'enthousiasma pour sa transposition du Jardinier d'amour de Rabindranath Tagore. Elle publia aussi la version roumaine des Sonnets portugais d'Elizabeth Browning.
En 1914–1916, la période entre le début de la Première Guerre mondiale et le ralliement de la Roumanie aux Alliés de la Première Guerre mondiale Mărgărita Miller-Verghy anima un cercle culturel bucarestois connu pour sa germanophilie et son soutiens aux Empires centraux,. Ce club était notamment fréquenté par la pianiste Cella Delavrancea (fille de Barbu Delevrancea) et par le poète Mateiu Caragiale. C'est ici que Mateiu Caragiale rencontra Marica Sion, sa future épouse. Mărgărita Miller-Verghy prit sous son aile un Mateiu Caragiale appauvri, et, selon Grigore Ghica, l'aida à stocker ses affaires dans une étable dont elle était propriétaire. Ghica rapporte également l'étonnement de sa tante en découvrant que Mateiu Caragiale utilisait le local pour loger sa mère désargentée. Selon un critique, Mărgărita Miller-Verghy a inspiré le personnage d'Arethy dans Sub pecetea tainei [Sous le sceau du secret], 1930, de Caragiale.
En 1916, la Roumanie entra dans la guerre aux côtés de l'Entente, et, après quelques succès initiaux, fut envahie par les Empires centraux. Durant la bataille de Bucarest, l'école Elena Doamna devint un hôpital militaire et Mărgărita Miller-Verghy une infirmière enregistrée auprès de la Croix-Rouge. Pendant l'occupation de Bucarest, en juin 1918, avec Maruca Cantacuzino, elle institua une société philanthropique pour les orphelins de guerre. Financée par des magasins de charité, il continua à assister les enfants nécessiteux même après la défaite des Empires centraux et la récupération de Bucarest.
Mărgărita Miller-Verghy poursuivit ses activités culturelles durant l'entre-deux-guerres, donnant le guide de voyage La Roumanie en images (Paris, 1919), qui ciblait une audience française et internationale, dans l'espoir d'améliorer la connaissance de la Roumanie. Elle acheva également un roman intitulé Theano, d'un personnage de la mythologie grecque, et la pièce de théâtre Pentru tine [Pour toi], publiées respectivement sous les pseudonymes Dionis and Ilie Cambrea. L'édition française de Theano, publiée aux Éditions Grasset, fut envoyée par l'auteur à John Galsworthy, le romancier et dramaturge anglais. En échange, elle demandait la permission de traduire son Fraternité. Galsworthy lui écrivit pour la remercier, mais l'informa que le problème des droits d'auteur devait toujours être résolu.
Le 19 mai 1922, Mărgărita Miller-Verghy fut admise à la Société des écrivains roumains, la première organisation professionnelle du pays dans son domaine. Elle était alors directrice d'un petit théâtre bucarestois dons la Maison d'Art était propriétaire, connu pour accueillir les productions expérimentales de Benjamin Fondane et d'un festival de théâtre auquel assistait la reine Marie. Elle revenait à la littérature pour enfants et, en tant qu'Ilie Cambrea, élabora un projet de scénario et de film muet, Fantomele trecutului (Fantômes du passé).

### Accident de 1924 et rétablissement
Sa carrière faillit se terminer en 1924. En visite à Paris, elle fut fauchée par un camion, et perdit la vue. Elle fut traitée pendant plusieurs années dans une clinique de Nantes mais ne recouvra jamais pleinement la santé. Toutefois, l'accident réveilla son intérêt pour la spiritualité. Dans les années 1920, elle fut enregistrée en tant que membre de la société théosophique, que rejoignit également Bucura Dumbravă.
En dictant ses textes, Mărgărita Miller-Verghy restait dans le milieu littéraire. En 1925, elle rejoignit Adela Xenopol, désormais militante féministe, en créant Societatea Scriitoarelor Române ("La société des écrivaines roumaines"). Elle s'opposa à la SSR, étiquetée sexiste, et élut Mărgărita Miller-Verghy en tant que vice-présidente,.
Elle contribua à sa tribune, Revista Scriitoarei [La revue de l'écrivaine], rejoignant une équipe de figures culturelles comme Xenopol, Constanța Hodoș, Aida Vrioni, Ana Conta-Kernbach, Sofia Nădejde, Hortensia Papadat-Bengescu et Izabela Sadoveanu-Evan,. Créée comme réservée aux femmes, elle parvint à un accord avec la SSR et les auteurs masculins en 1928, et changea son nom en Revista Scriitoarelor și Scriitorilor Români [Revue des écrivains et écrivaines],. La même année la Societatea Scriitoarelor Române vota sa dissolution.
Miller-Verghy cultiva des relations avec diverses autres figures littéraires, dont la romancière Lucia Demetrius, dont elle devint une amie proche et Elena Văcărescu, qui attribuait les bourses de la Maison d'Art. Pendant les années 1930, ce club acheta des villas à Balcic qui servirent de résidences de vacances par des peintres et sculpteurs et organisa une série de soirées musicales. À partir de 1930, Mărgărita Miller-Verghy organisa également une œuvre de charité par laquelle les étudiantes d'Elena Doamna payaient les pensions de retraites de leurs enseignantes.
Entre 1934 et 1936, Mărgărita Miller-Verghy travailla à la traduction de l'autobiographie de la reine Marie, My Life. En parallèle, elle sortit des versions roumaines de Fellowship of the Frog d'Edgar Wallace et de Bahá'u'lláh and the New Era de John Esslemont.
Elle rassembla ses propres nouvelles dans un volume, publié en 1935, Umbre pe ecran [Ombres sur l'écran], qui reçut les éloges d'Eugen Lovinescu : "au moins une d'entre elles, Pour que je puisse mourir, est admirable." Deux ans plus tard, le Théâtre national de Bucarest représenta son adaptation du conte d'Eufrosina Pallă Prințul cu două chipuri [Le Prince aux deux visages]. La pièce, destinée en particulier aux enfants, abordait des sujets complexes (le dualisme moral, le plaisir, le sacrifice humain) et comportait de longs monologues. Les critiques la trouvèrent indigeste.
En parallèle, Mărgărita Miller-Verghy devint l'historienne du mouvement féministe roumain, en publiant avec Ecaterina Săndulescu Evoluția scrisului feminin în România [L'évolution de l'écriture féminine en Roumanie], préfacé par le même Lovinescu. La linguiste et critique roumaine Sanda Golopenția en fait "une des références les plus importantes pour toute étude dédiée à la littérature écrite par des Roumaines". Selon la chercheuse Elena Zaharia-Filipaș, Evoluția scrisului feminin... contient des détails exceptionnels sur l'objet de son étude, et "à plusieurs reprises constitue une source unique". Alors qu'elle recommande le volume "rare, utile et d'un charme daté", Bianca Burța-Cernat est en désaccord avec Elena Zaharia-Filipaș sur son importance, relevant que Miller-Verghy et Săndulescu oublient ne serait-ce que de mentionner plusieurs écrivaines roumaines d'importance.

### Dernières années
Pendant et après la Seconde Guerre mondiale, Miller-Verghy poursuivit son activité de dramaturge. Les troupes de Bucarest représentèrent Garden-party (1938) et După bal [Après le bal], (1939). Radio Bucarest accueillit son théâtre radiophonique : Derbyul [Le Derby] et Ramuncio. L'Académie lui attribua une récompense en 1944, pour son roman Cealaltă lumină [L’Autre lumière].
In 1946, malgré son âge et sa cécité, Miller-Verghy publia son œuvre de fiction la plus connue, Prințesa în crinolină [Princesse en crinoline], une révélation dans le roman policier roumain. Le livre raconte l'enquête des détectives amateurs Diomed et Florin, qui, avec leur collègue féminine Clelia (déguisée en maçon), démasquent le tueur de la princesse moldave Ralü Muzuridi.
La guerre avait réduit Miller-Verghy à la pauvreté, et elle vivait des aumônes de ses anciennes étudiantes. Elle traduisait toujours: Ursula Parrott, Strangers May Kiss, puis George Meredith avec Rhoda Fleming''. 
Elle signa ses dernières pièces : Gura lumii [Les Gens parlent] et Afin și Dafin [ Myrtille et laurier ] au début de la période communiste en Roumanie.
Elle décéda dans sa maison de Bucarest, où sa famille s'apprétait à célébrer le Nouvel-An 1954. Elle est enterrée à côté de sa mère Elena, au cimetière Bellu.

## Liste des œuvres
- Manual pentru învățarea limbii franceze. Culegere de bucăți din clasicii francezi. Pentru uzul claselor superioare de licee și externate [Manuel de langue française, avec des morceaux choisis de classiques français, destinés aux classes supérieures de lycée et externats], Bucarest, 1900
- Organizarea lucrărilor practice în Școala normală din „Azilul Elena Doamna" [L’Organisation des travaux pratiques à l’École normale de l'asile Elena Doamna], Bucarest, 1907
- Theano, roman signé du pseudonyme Dionis, Bucarest, 1910
- Izvoade strămoșești [Manuscrits anciens], Bucarest, 1911
- Copiii lui Răzvan. Carte de lectură pentru școlile secundare [Les enfants de Răzvan, livre de lecture pour les écoles secondaires] , Bucarest, 1912
- Theano, roman, écrit en français, Paris, 1920
- Sanda, Anca și Minai, carte pentru tineret [Sanda, Anca et Mihai, livre pour la jeunesse], Bucarest, 1920
- Evoluția scrisului feminin în Romania [L'évolution de l'écriture féminine en Roumanie], en collaboration avec Ecaterina Săndulescu, Bucarest, 1935
- Umbre pe ecran [Ombres sur l'écran], nouvelles, Bucarest, 1935
- Anna Roth-Cobilovici, 40 de ani de activitate artistică [Anna Roth-Cobilovici, 40 ans d'activité artistique], Bucarest, sans mention d'année
- Cealaltă lumină [L’Autre lumière], roman Bucarest, 1944
- La dynastie roumaine, Bucarest, sans mention d'année
- Velnițe vechi [De vieux alambiques], Bucarest, sans mention d'année
- Blandina, roman, posthume, Cluj-Napoca, 1980

## Traductions
- Robert Browning, Une tache sur l'écusson (O pată pe blazon), traduction en roumain
- Alexandru Vlahuță, La Roumanie pittoresque, titre original România pitorească[58], 1903
- Mihai Eminescu, Quelques poésies, traduites en français, Bucarest, seconde édition, 1910
- W. Shakespeare, Le Roi Lear (Regele Lear), 1911
- Marie, Reine de Romaniei, Visătorul de vise. Fantezie, traduction en roumain, Bucarest, 1914
- Rabindranath Tagore, Grădinarul (Le Jardinier d'amour), traduction de l'anglais, Bucarest, 1914
- Elizabeth Barrett Browning, Sonete portugheze (Sonnets de la portugaise), Bucarest, 1915
- Marie, Reine de Roumanie, Ilderim. Poveste în umbră și lumină, traduction en roumain, Bucarest, 1915
- Edgar Wallace, Asociația secretă „Broscoiul" (La Marque de la grenouille), roman, Bucarest, 1933
- J.E Esslemont, Bahá'u'lláh et l’ère nouvelle[59], (Buna' u'llah și era nouă), Bucarest, 1934
- Marie, Reine de Roumanie, L'Histoire de ma vie (Povestea vieții mele), I-III, traduit en roumain, Bucarest, 1934-l936
- Ursula Parott, Lisbeth, traduction en roumain, Bucarest, 1946
- George Meredith, Rhoda Fleming, traduction en roumain, Bucarest, 1947